# Mesoleius melanius
Mesoleius melanius là một loài tò vò trong họ Ichneumonidae.